# Bataille de Stoney Creek
Guerre anglo-américaine de 1812
La bataille de Stoney Creek est un affrontement de la guerre anglo-américaine de 1812 qui eut lieu dans la nuit du 5 au 6 juin 1813 près de la ville actuelle de Stoney Creek en Ontario.
Alors que les troupes américaines s'apprêtaient à lancer une nouvelle offensive dans le Haut-Canada, environ 700 Britanniques menés par le lieutenant-colonel John Harvey profitèrent de la nuit pour attaquer le campement américain par surprise. Grâce à la capture des deux officiers américains John Chandler (en) et William H. Winder (en), la bataille résulte en une victoire décisive pour les Britanniques et marque un tournant dans les opérations militaires des Américains au Haut-Canada.
Le champ de bataille a été désigné lieu historique national en 1920.